# Mr. Oizo
Mr. Oizo, pseudonimo di Quentin Dupieux (Parigi, 14 aprile 1974), è un disc jockey, produttore discografico e regista francese.

## Biografia
Quentin Dupieux compare sulla scena musicale europea sotto lo pseudonimo di Mr. Oizo. Il suo primo brano, Flat Beat, ottiene in breve tempo molta popolarità, grazie ai passaggi televisivi e pubblicitari.
Nel 2005 esce il secondo lavoro, Moustache (Half a Scissor). Ha prodotto, sempre attorno alla metà del Duemila, diversi remix per Kavinsky, Jamelia, Cassius, Scissor Sisters e Calvin Harris.
Parallelamente alla carriera da dj, Dupiuex si cimenta dietro la macchina da presa. Esordisce con Steak nel 2007. Il cineasta francese ottiene, nel corso degli anni, numerosi riconoscimenti internazionali.
Nel 2023, i Cahiers du cinéma redigono un dossier approfondito sulla carriera dell'artista. 

## Discografia

### Album in studio
- 1999 - Analog Worms Attack
- 2005 - Moustache (Half a Scissor)
- 2007 - Music From The Motion Picture Steak (con Sebastien Tellier e SebastiAn)
- 2008 - Lambs Anger
- 2010 - Rubber (Original Soundtrack) (con Gaspard Auge)
- 2011 - Stade 2
- 2012 - Wrong (Original Soundtrack) (con Tahiti Boy)
- 2014 - The Church
- 2016 - All Wet
- 2022 - Voilà (con Phra)

### Raccolte
- 2012 - Unreleased Unfinished Unpleasant
- 2014 - Wrong Cops (Best Of)

### EP
- 1997 - #1
- 1998 - M-Seq
- 1999 - Analog Worms Attack
- 2005 - Moustache
- 2006 - Transexual/Patrick122
- 2007 - Music From The Motion Picture Steak (con Sebastien Tellier e SebastiAn)
- 2007 - Transexual/First Love (split con Uffie)
- 2009 - Pourriture
- 2010 - Rubber (con Gaspard Augé)
- 2012 - Stade 3
- 2013 - Amicalement
- 2014 - Wrong Cops
- 2015 - Hand In The Fire (con Charli XCX)

### Singoli
- 1999 - Analog Worms Attack
- 1999 - Flat Beat
- 1999 - Flat 55
- 2000 - Last Night a DJ Killed My Dog
- 2004 - Stunt
- 2006 - Nazis
- 2008 - Positif
- 2008 - Two Takes It (con Carmen Castro)
- 2014 - Machyne
- 2016 - End Of The World (con Skrillex)
- 2016 - Freezing Out (con Peaches)
- 2017 - Lambs Wet
- 2017 - Nazicalement
- 2017 - Mousturch

### Remix
- 1999 - We Can Re Build
- 1999 - The Nod Factor
- 1999 - Time
- 1999 - Punkadelik
- 2001 - Sucubz
- 2001 - Back to the Start
- 2002 - Don't Be Light
- 2004 - Go On Beef
- 2006 - Something About You
- 2006 - Toop Toop
- 2006 - Testarossa Autodrive
- 2006 - Ahh Ah (Remix of 'Vapors')
- 2007 - Kiss You Off
- 2007 - Merrymaking at My Place
- 2008 - A Little Bit of Feel Good
- 2008 - To Protect & Entertain (feat. Murs)
- 2009 - Shoes
- 2009 - Strange Enough (feat. Karen O, Ol' Dirty Bastard e Fatlip)
- 2010 - Transmission
- 2010 - Cryptic Motion
- 2011 - Horrors of Love
- 2011 - Civilization

## Videografia
- 1997 - Kirk
- 1998 - M-Seq
- 1999 - Analog Worms Attack
- 1999 - Flat Beat
- 2004 - Stunt
- 2009 - Positif

## Filmografia
- Nonfilm – mediometraggio (2002)
- Steak (2007)
- Rubber (2010)
- Wrong (2012)
- Wrong Cops (2013)
- Réalité (2014)
- Au poste! (2018)
- Doppia pelle (Le Daim) (2019)
- Mandibules - Due uomini e una mosca (Mandibules) (2020)
- Incredibile ma vero (Incroyable mais vrai) (2022)
- Fumare fa tossire (Fumer fait tousser) (2022)
- Yannick - La rivincita dello spettatore (Yannick) (2023)
- Daaaaaalí! (2023)
- Le Deuxième Acte (2024)
- L'Accident de piano (2025)

## Riconoscimenti
- Sitges - Festival internazionale del cinema fantastico della Catalogna
  - Migliore Sceneggiatura per Au poste!
  - Migliore Sceneggiatura per Fumare provoca la tosse
- Festival del cinema di Locarno
  - Miglior Film Europeo per Yannick - La rivincita dello spettatore
- Dublin International Film Festival
  - Premio Speciale della Giuria per Doppia pelle